# Pantip.com
Pantip.com is een Thaise website met een politiek discussieforum in het Thai over de Thaise politiek. De site bestaat uit 20 kamers. In iedere kamer wordt over andersoortige onderwerpen gediscussieerd. De grondlegger van de website is Wanchat Padungrat.
Op Pantip.com werd de Thaise regering onder minister-president Thaksin Shinawatra vrij bekritiseerd in de ratchadamnoen kamer.

## Ratchadamnoenkamergedwongen gesloten
Op 8 april 2007 werd de Ratchadamnoen kamer van Pantip.com gesloten door de ICT minister Sitthichai Pookaiyaudom. Hij gaf als reden op dat de nationale veiligheid in het geding zou zijn door de hoogoplopende discussies rond het blokkeerbeleid van het Thaise ministerie van ICT. Vooral de blokkade van YouTube door het ministerie van ICT in dezelfde week zou hebben geleid tot discussies omtrent vrijheid van meningsuiting. Volgens grondlegger Wanchat Padungrat werd er behalve nationale veiligheid geen specifieke reden voor de blokkade opgegeven. Volgens de ICT minister zou de blokkade weer opgeheven worden als de politieke situatie dit toeliet.

## Ratchadamnoenkameropnieuw gesloten
Op 15 mei 2010 sloot de website haar politieke discussieforum tijdens de onrust in Bangkok die op dat moment gaande was en waarbij doden en gewonden waren gevallen. Als reden werd opgegeven dat de meningsverschillen binnen de online gemeenschap te groot waren.